# Agelasta albomaculata
Agelasta albomaculata es una especie de escarabajo longicornio de la subfamilia Lamiinae. Pertenece al subgénero Dissosira y fue descrita científicamente por Breuning en 1958.
Se distribuye por Asia, en Malasia, Tailandia, Filipinas (en las islas de Mindanao y Luzón) y la península de Malaca. Posee una longitud corporal de 9-12 milímetros. El período de vuelo de esta especie ocurre en los meses de febrero, julio y agosto.